# Franz Geiger
Franz Geiger (* 3. April 1921 in München; † 1. Juni 2011 auf Mallorca) war ein deutscher Drehbuchautor, Regisseur und Schauspieler.

## Leben und Persönlichkeit
Geiger wurde als Sohn eines Münchner Kunstmalers geboren. Als Gegner des Nationalsozialismus wurde er mehrmals von der Gestapo verhört, unter anderem auch im Zusammenhang mit der Verhaftung der Widerstandsgruppe Weiße Rose. 1943 engagierte sich Geiger aktiv im Widerstand gegen den Nationalsozialismus. Als Dolmetscher in Kriegsgefangenenlagern vermittelte er zwischen einem Militärarzt und der französischen Widerstandsorganisation Résistance. Der Arzt sollte von der Résistance angeforderte Franzosen krankschreiben und entlassen. Geiger wurde verhaftet und war bis zum Kriegsende in der Festung Torgau inhaftiert.
Geiger studierte Romanistik, Kunstgeschichte und Theaterwissenschaft an der Universität München. In der zweiten Hälfte der 1940er-Jahre war Geiger Dramaturg und Regieassistent am Bayerischen Staatsschauspiel und am Jungen Theater München. Zudem arbeitete Geiger als Regieassistent und Co-Regisseur unter anderem am Théâtre des Champs-Élysées in Paris. Daneben übersetzte er spanische, französische und englische Texte, darunter sämtliche Stücke von Jean Anouilh. Auch war er selbst ein erfolgreicher Bühnenautor origineller, oft schwarzer Komödien.
Ab den 1950er-Jahren betätigte sich Geiger als Autor einer Reihe von Spielfilmen und Fernsehserien. Bei zahlreichen Drehbüchern war er zudem an der Nachbearbeitung beteiligt. In dem Mehrteiler Monaco Franze spielte er einen Kriminaldirektor, außerdem schrieb er am Drehbuch mit und führte in zwei Episoden die Regie. Vor der Kamera stand Geiger zudem für einen Dokumentarfilm über ihn selbst unter dem Titel Lebenslinien – Mit Charme und spitzer Feder.
1991 erhielt Geiger die Medaille München leuchtet – Den Freunden Münchens. 1996 wurde ihm der Ernst-Hoferichter-Preis verliehen. Geiger war Ehrenmitglied im Verband Deutscher Drehbuchautoren. 

## Theaterstücke von Franz Geiger
- Der Direktor unter dem Sofa
- Der Millionenbauer
- Die Nacht mit Adolf
- Ein unruhiger Sommer
- Gute Nacht Adam

## Filmografie (Auswahl)
- 1952: Oh, du lieber Fridolin
- 1952: Unterm Birnbaum
- 1953: Schule für Eheglück
- 1955: Lola Montez (Co-Autor)
- 1956: Dany, bitte schreiben Sie
- 1958: Der schwarze Blitz
- 1958: Meine 99 Bräute
- 1960: Agatha, laß das Morden sein!
- 1961: Bankraub in der Rue Latour
- 1962: Pater Brown (TV-Serie)
- 1963: Der kleine Doktor (TV-Serie)
- 1965: Ende einer Dienstfahrt
- 1966: Der Fall der Sabine Englender
- 1968: Geronimo
- 1968: Rinaldo Rinaldini (Fernsehserie)
- 1969: Ein geistreicher Morgen
- 1969: Plaza Fortuna
- 1969: Engelchen oder Die Jungfrau von Bamberg
- 1969: Engelchen macht weiter – hoppe, hoppe Reiter
- 1970: Der große Karpfen Ferdinand
- 1970: Das Tagebuch der Sally Marat
- 1970: Madame Curie
- 1971: Das unverschämte Glück ein Mann zu sein
- 1974: Münchner Geschichten (TV-Serie)
- 1976: Ein zauberhaftes Biest
- 1977: Tango, die traurigen Augen
- 1977: Mr. Carlis und seine abenteuerlichen Geschichten (TV-Serie)
- 1977–1982: Polizeiinspektion München I (TV-Serie, circa 15 Folgen)
- 1978: Der Millionenbauer, 1978 (TV-Serie)
- 1979: Ein unruhiger Sommer
- 1980: Der ganz normale Wahnsinn (TV-Serie)
- 1982–1984: Unsere schönsten Jahre (TV-Serie)
- 1983: Monaco Franze (TV-Serie, zwei Folgen)
- 1984–1985: Rette mich, wer kann (TV-Serie)
- 1985–1986: Der elegante Hund (TV-Serie)
- 1990–1995: Iris und Violetta (TV-Serie)
- 1994–1997: Ein idealer Kandidat (TV-Serie)
- 1994: Der Gletscherclan (TV-Serie)
- 1992: Frau bleibt Frau
- 1993: Tatort – Ein Sommernachtstraum (TV-Reihe)